# Ein Fastnachtsspiel vom Pater Brey
Ein Fastnachtsspiel vom Pater Brey ist eine Posse von Johann Wolfgang Goethe. Wahrscheinlich 1773 geschrieben, lag das Stück 1774 im Druck vor.

## Inhalt
Der verärgerte Würzkrämer (= Gewürzkrämer) schimpft Pater Brey ein Teufelspfäfflein, denn der Pater hat den Kramladen nach dem Alphabet eingerichtet; also Caffee ist neuerdings unter C und die Tobaksbüchsen unter T sortiert. Dem nicht genug. Mit der Nachbarin Sibylla hat der Pater den Würzkrämer auch entzweit. Jedoch Sibylla lässt auf den Pater nichts kommen – schon, weil dieser ihrer Tochter Leonora zeigt, wie sie soll werden klug und alt. Der Würzkrämer hat doch Augen im Kopf. Wie der Pater und Leonora einander umschlungen führen! Es fehlte nur noch, sie gingen miteinander ins Bett.
Nach fast drei Jahren Dienst in Italia kehrt Dragonerhauptmann Balandrino, der Bräutigam Leonoras, heim und erkundigt sich gleich beim Würzkrämer, wie es steht. Der Hauptmann wird ins Bild gesetzt und rächt sich sogleich an dem Pater. Balandrino maskiert sich als reicher Gutsbesitzer und gibt vor, er suche einen tüchtigen Verwalter. Der Pater will Ordnung schaffen und geht auf den Leim. Auf Geheiß des falschen Gutsbesitzers wird der Pater vom Würzkrämer zu dem zu beaufsichtigenden Völklein verbannt.
Sie reden alle durch die Nasen,
Haben Wänste sehr aufgeblasen
Und schnauzen jeden Christen an
Und laufen davon vor jedermann.
Der lästige Weltverbesserer wird vom Würzkrämer draußen zu den Schweinen geführt. Der Bräutigam kann sich demaskieren und entdeckt sich seiner hocherfreuten Braut:
Ihr Jungfrauen, laßt euch nimmer küssen
Von Pfaffen, die sonst nichts wollen noch wissen.

## Entstehung und reale Vorbilder
Goethe schrieb das in Knittelversen abgefasste Stück wahrscheinlich im Frühjahr 1773, wobei ihm die Bekanntschaft mit Franz Michael Leuchsenring als Vorbild diente. Beide hatten sich erstmals im März des vorhergehenden Jahres in Darmstadt getroffen. Ein Jahr später erlebte der Autor dort Leuchsenrings zudringliches Verhalten gegenüber Maria Karoline Flachsland, der Verlobten Johann Gottfried Herders.
Das Werk bildete den Abschluss des Sammelbandes Neueröffnetes moralisch-politisches Puppenspiel, der 1774 bei Weygand in Leipzig erschien.
Auch Gero von Wilpert ordnete den Figuren folgende Personen aus Goethes Umkreis zu:
| Figur      | reale Person                                | Rolle der realen Person                                                                               |
| ---------- | ------------------------------------------- | --- |
| Pater Brey | Franz Michael Leuchsenring                  | wie die übrigen Mitglied des Darmstädter Kreises; Literat der Empfindsamkeit und des Sturm und Drangs |
| Würzkrämer | Johann Heinrich Merck                       | Gastgeber des Darmstädter Kreises                                                                     |
| Leonora    | Caroline Herder (Maria Karoline Flachsland) | Gattin, Biografin und Herausgeberin von Schriften Johann Gottfried Herders                            |
| Balandrino | Johann Gottfried Herder                     | einflussreicher Schriftsteller und Denker der Weimarer Klassik                                        |

## Zeugnis
„Mit Goethe habe ich mich am Montage über die Leonore im Pater Brey ausgesprochen. Ich frug ihn, ob ich diese Person so ganz gewesen wäre. Beileibe nicht! sagte er: ich solle nicht so deuten. Der Dichter nehme nur so viel von einem Individuum, als nothwendig sei, seinem Gegenstand Leben und Wahrheit zu geben, das übrige hole er ja aus sich selbst.“

### Quelle
- Johann Wolfgang von Goethe: Poetische Werke, Band 3. S. 535–543. Phaidon Verlag Essen 1999, ISBN 3-89350-448-6

### Sekundärliteratur
- Gero von Wilpert: Goethe-Lexikon (= Kröners Taschenausgabe. Band 407). Kröner, Stuttgart 1998, ISBN 3-520-40701-9, S. 304, 627.
- Karl Otto Conrady: Goethe – Leben und Werk. S. 185–186. Düsseldorf und Zürich 1999, ISBN 3-538-06638-8